# Micropachycephalosaurus
Micropachycephalosaurus är en av de minsta dinosaurier som hittats. Den var bara cirka 50 cm lång och 38 cm hög. Födan utgjordes antagligen av växtdelar.
Den enda kända arten är Micropachycephalosaurus hongtuyanensis. Den levde för 89 till 85 miljoner år sedan. Fossil hittades i staden Laiyang i östra Kina.